# Willy DeVille
Willy DeVille (25. srpna 1950 – 6. srpna 2009) byl americký hudebník. Svou kariéru zahájil koncem šedesátých let. Roku 1974 založil kapelu Mink DeVille, se kterou do jejího rozpadu o dvanáct let později vydal šest studiových alb. Počínaje rokem 1987 vydával alba pod svým jménem. Zemřel na karcinom pankreatu ve věku 58 let.

## Sólová diskografie
- Miracle (1987)
- Victory Mixture (1990)
- Backstreets of Desire (1992)
- Loup Garou (1995)
- Horse of a Different Color (1999)
- Crow Jane Alley (2004)
- Pistola (2008)